# أبراهام كريسكيز
أبراهام كريسكيز (بالإنجليزية: Abraham Cresques)‏ (و. 1325 – 1387 م) هو عالم رسم الخرائط من إسبانيا . ولد في ميورقة .

## معرض صور

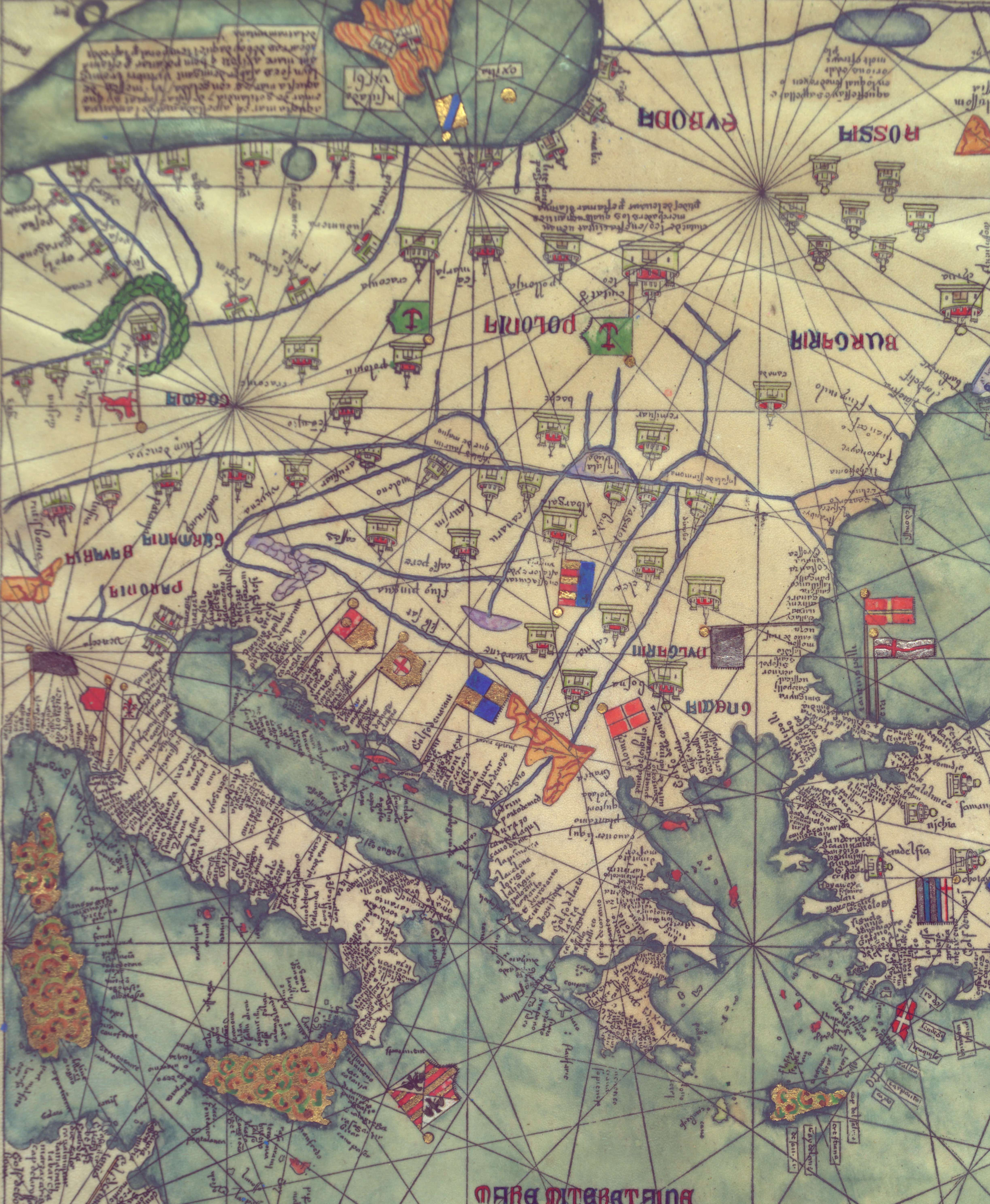
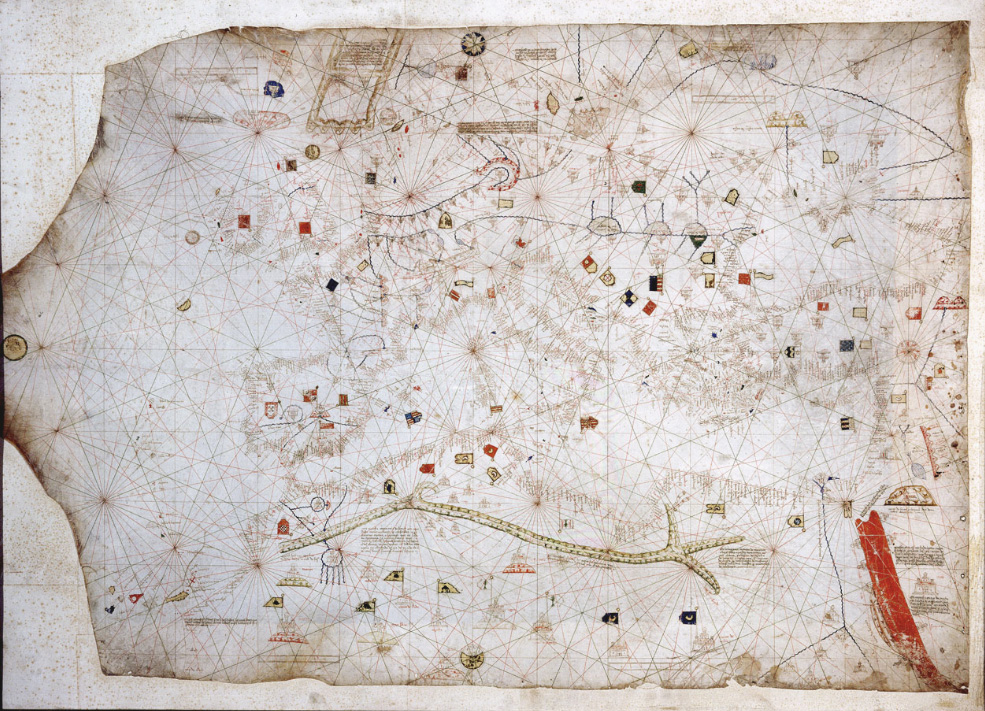
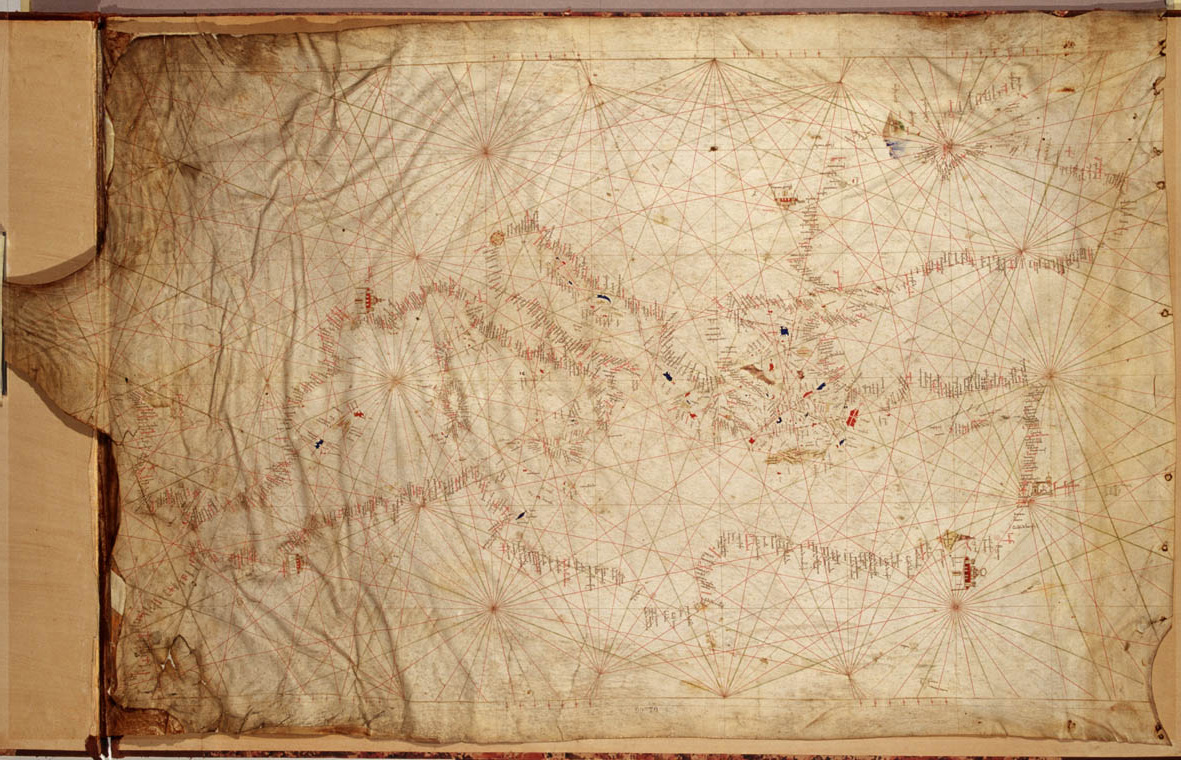
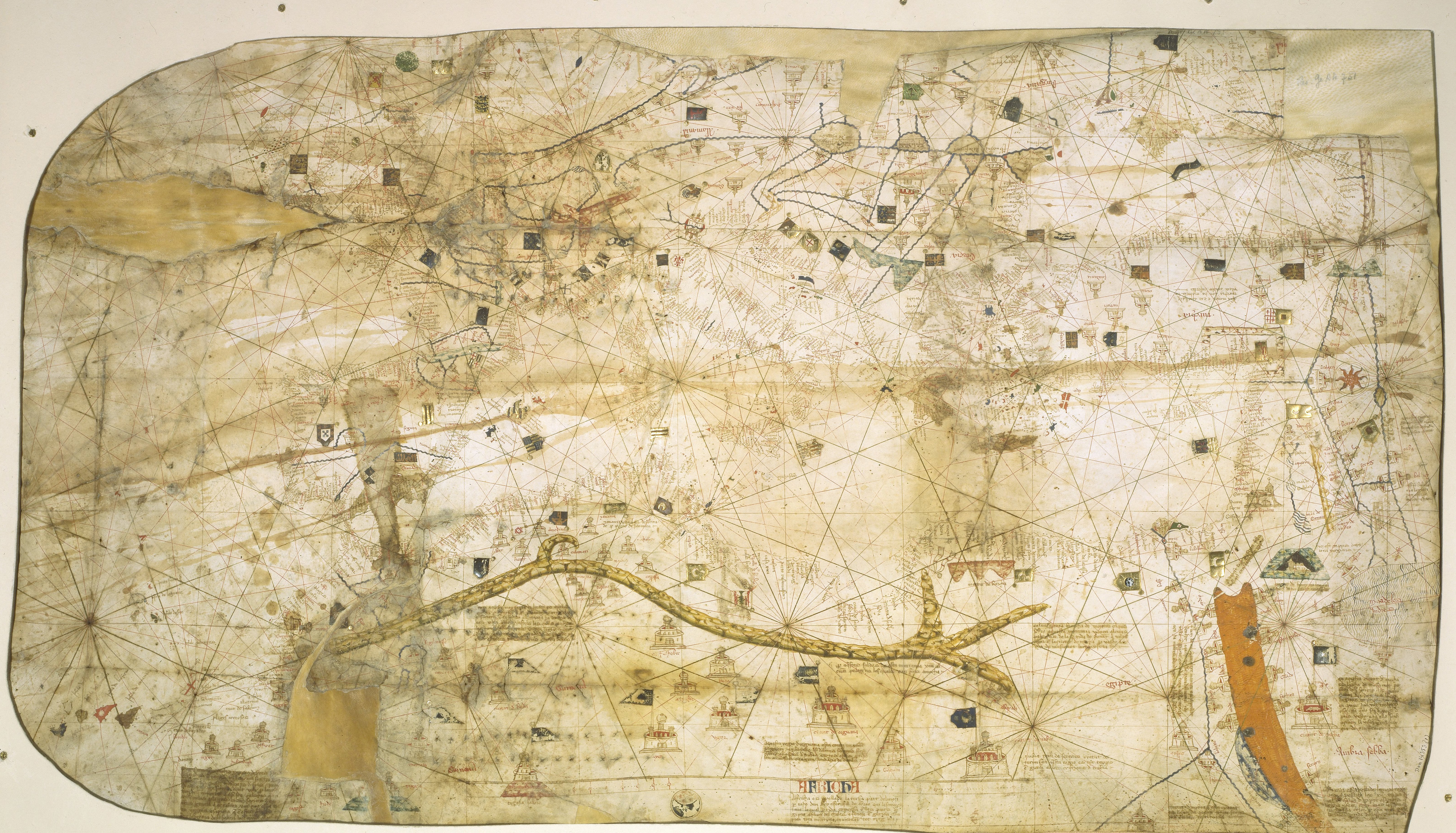